# Современное искусство в Египте
Современное искусство в Египте — изобразительное искусство, включающее в себя создание инсталляций, видео, картин, скульптур, в рамках египетского художественного мира. Современная художественная жизнь страны преимущественно сосредоточена в Каире и Александрии, стремительно развиваясь с появлением специализированных пространств для художников и поддержкой её со стороны общественности и из-за рубежа. Многие египетские художники используют современную художественную среду в своей стране как трамплин в мировое искусство. 

## История
Период с 1920-х до 1956 года стал эпохой становления современного искусства в Египте. Большинство египетских интеллектуалов в первой половине XX века обучались в зарубежных школах, расположенных в Египте или за рубежом (преимущественно в Европе), таким образом приобретая ориентацию на европейскую традицию в своём творчестве. Несмотря на препятствия, связанные с исламскими запретами, которые тормозили развитие современного искусства в Египте, оно тем не менее было сильно сосредоточено на национальном аспекте. Благодаря истории, традициям и национальной культуре современные художники появлялись преимущественно в Каире и Александрии. Именно в эти десятилетия египетское искусство, институционализированное созданием Художественной школы принца Юсефа Камеля в 1908 году, начало смещаться в сторону более современного направления, дав начало египетскому современному искусству. К ведущим художникам этого периода можно отнести Мохамеда Наги, Махмуда Мухтара, Рами Асаада и Рагиба Аяда.
На египетское искусство эпохи насеризма повлияло несколько исторических событий. Первым из которых стало создание государства Израиль в 1948 году, за которым последовала война Египта с ним, что служило источником вдохновения для египетских художников. Приход к власти в стране президента Гамаля Абделя Насера также сыграл важную роль в трансформации мира современного искусства в Египте. Первым следствием этих событий стал разрыв  с Западом для многих египетских художников, причиной которого стала поддержка со стороны Запада еврейского государства. Таким образом борьба палестинцев оказало сильное влияние на тематику египетского искусства. Приход Насера к власти способствовал тому, что египетские современные художники начали выражать через свои работы идеи панарабизма, которые новый лидер страны пытался реализовать. Главной темой искусства этой эпохи стало арабское единство, не только из-за палестинского вопроса, но и из-за развития современного искусства во всём арабском мире. Таким образом, прежняя ориентация на западное влияние сменилась вниманием к общей арабской культуре. К ведущим художникам периода насеризма можно отнести Абдель Хади Эль Газзара, Инджи Эффлатуна и Камиля Амана.
Приход к власти в стране президента Анвара Садата в 1970 году, для противодействия левому крылу насеристов допустившего возвращение исламизма в Египет, способствовал и появлению исламских мотивов в работах египетских современных художников, которые зачастую стали проявляться больше нежели социальные или политические аспекты. Это достигалось за счёт использования в работах каллиграфии и произведений, отображающих исламские исторические события. Тем не менее исламизация в искусстве способствовало и укреплению идей панарабизма в нём.
В 1998 году в Каире была открыта Галерея Таунхаус, что ознаменовало начало новой эры в египетском современном искусстве в направлении большей его демократизации и открытости для любой аудитории. Появились новые формы искусства, такие как видео или инсталляции, начало пасти количество открытых и свободных арт-пространств в стране, преимущественно в Каире и Александрии. Однако египетское современное искусство продолжало сталкиваться с цензурой со стороны правительства, отсутствием финансирования из официальных источников и влиянием иностранных кураторов на выставки, проводимые в стране.
Египетская революция 2011 года и падение бывшего президента страны Хосни Мубарака ознаменовало новую эру в искусстве Египта, отражающую новую социальную и политическую среду. С самого начала революционных событий художники играли значительную роль в протестах. Кроме того, получили развитие многие новые для Египта жанры искусства, таких как уличное искусство, включая каллиграффити. Художники использовали своё искусство, чтобы документировать и отображать суть революции. Они также распространяли своё творчество через интернет и социальные сети.